# Jacky Mamou
Pour les articles homonymes, voir Mamou.
Jacky Mamou, né le 12 août 1950, est médecin et ancien président de Médecins du monde.

## Biographie
Jacky Mamou milite dans sa jeunesse à la Ligue communiste (LC), puis à la Ligue communiste révolutionnaire (LCR). Il milite dans l'association Information pour les droits du soldat après la mobilisation contre la loi Debré de 1973.
En 1983, il adhère à Médecins du monde, dont il sera président de 1996 à 2000.
Il a été ou demeure membre du Conseil politique de lutte contre l’exclusion, de l'Observatoire national de l’exclusion sociale, et du Haut comité de santé publique (HCSP). 
Jacky Mamou s'est engagé à de nombreuses reprises en faveur des immigrés clandestins. Il est actuellement président du Collectif Urgence Darfour et a participé au Cercle de l'Oratoire, club néoconservateur pro-américain créé après les attentats du 11 septembre 2001.
Il est chevalier de l'ordre national du Mérite.

## Livres
- L'Humanitaire expliqué à mes enfants, Le Seuil, 2001  (ISBN 978-2-02-050571-0)
- Urgence Darfour avec Morad El Hattab (direction), André Glucksmann, Bernard Kouchner, Bernard-Henri Lévy, Jacques Julliard, Gérard Prunier, Jacky Mamou, Richard Rossin, Philippe Val, Des idées et des hommes, 2007,  (ISBN 978-2-3536-9025-1).